# Pfarrhof Salzburg-St. Elisabeth

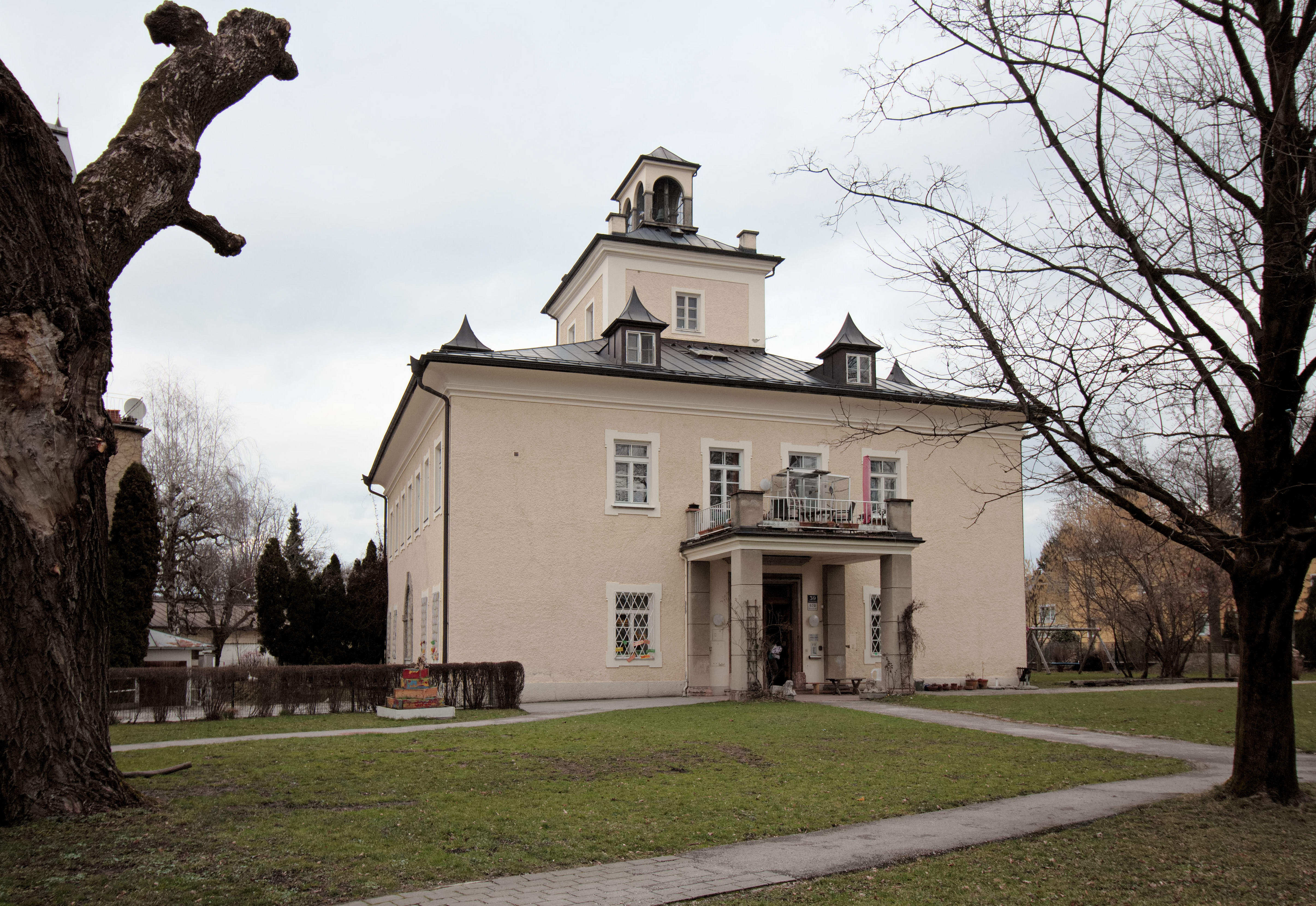
Der Pfarrhof der Elisbathkirche

Der Pfarrhof der Elisabethkirche in der Elisabeth-Vorstadt (Froschheim, Plainviertel), einem Stadtteil von Salzburg, ist das ehemalige Caspisschlössl, das später auch Schloss Schöneck und danach Villa Haimerle genannt wurde, die im Haimerle-Park lag, der nach und nach verbaut wurde, 1931 mit einem Schulhaus.
Er steht schrägrechts hinter der Elisabethkirche und steht unter Denkmalschutz.

## Geschichte

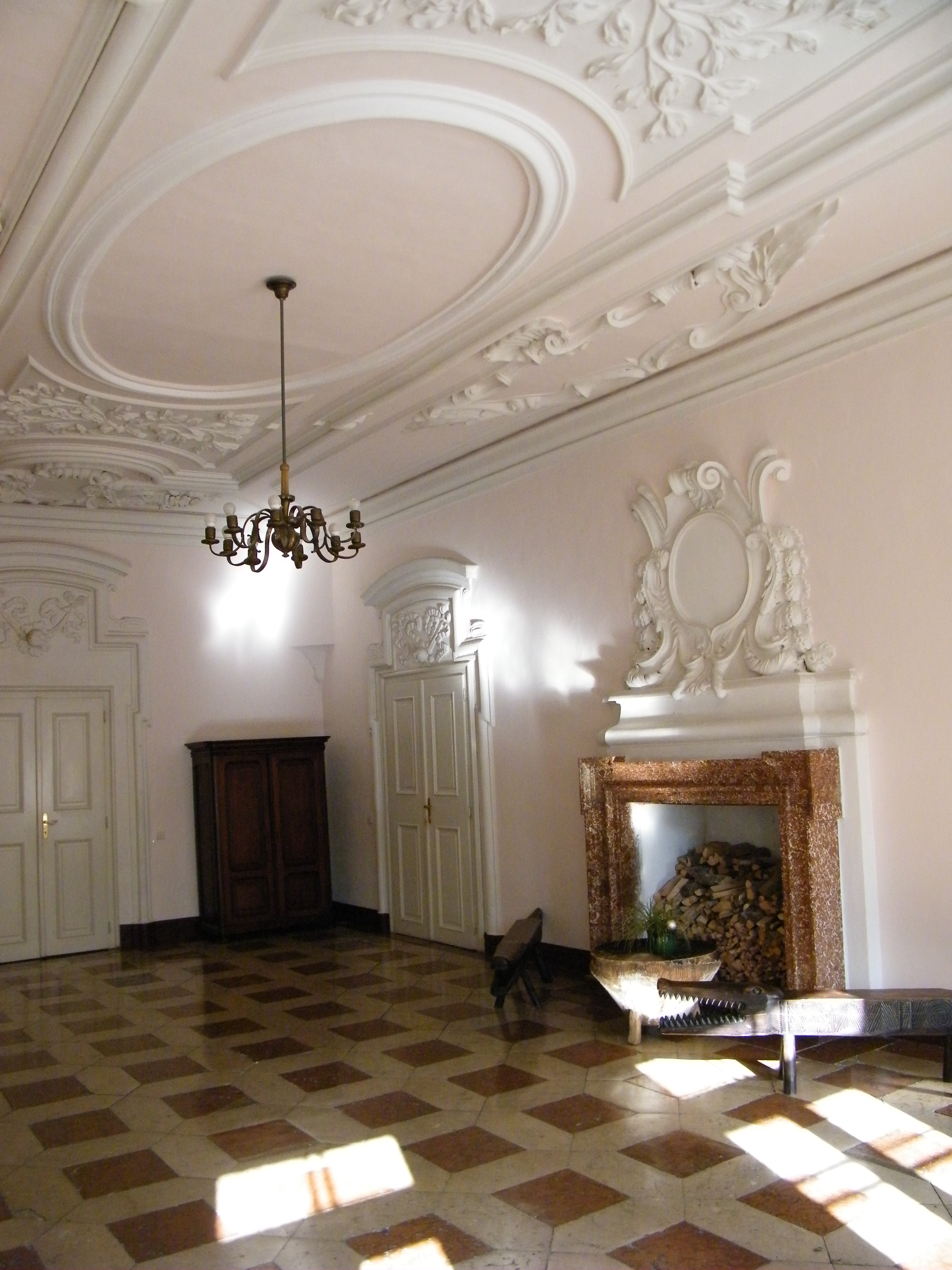
Salon in der 1. Etage

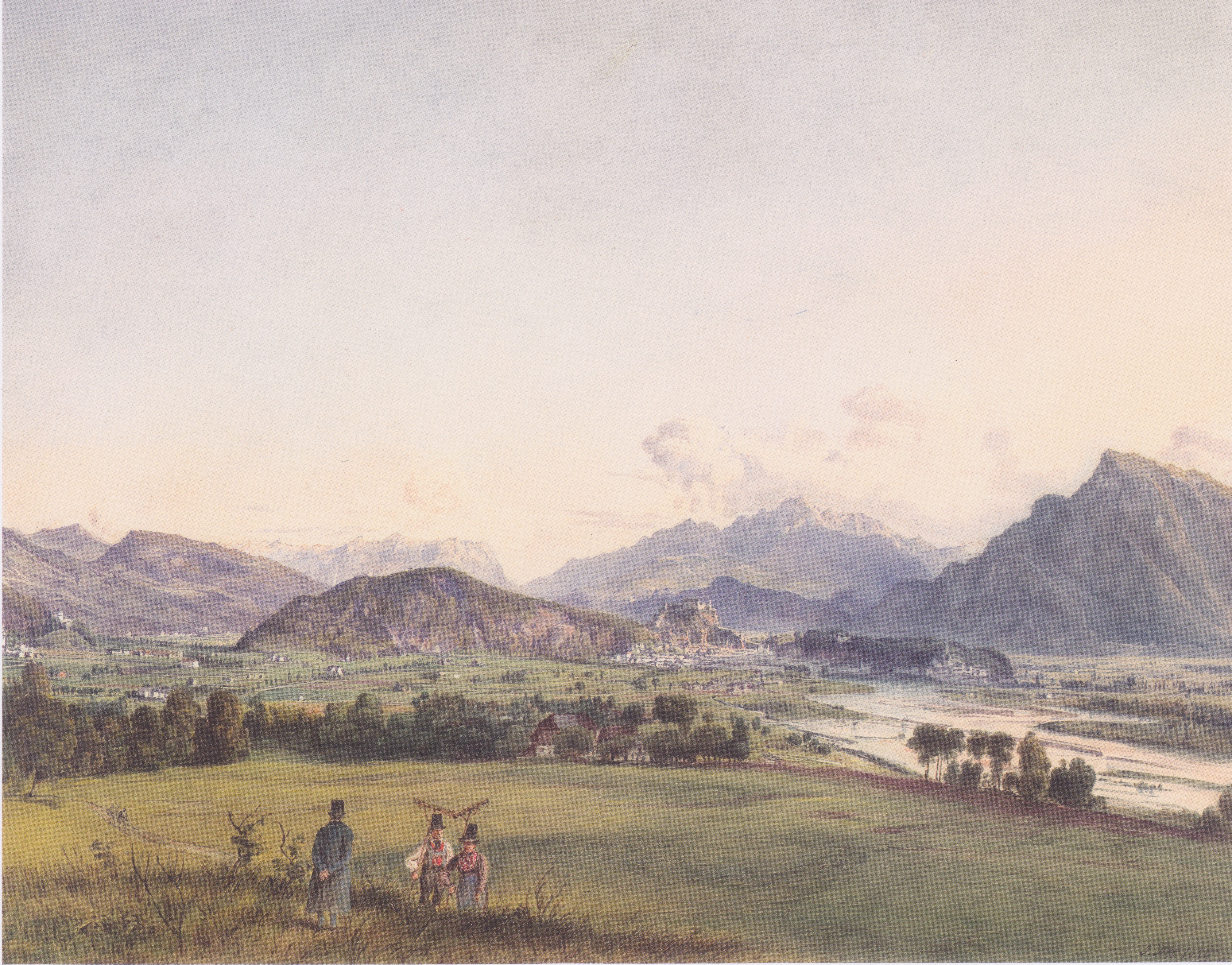
Jakob Alt: Blick auf Salzburg, 1844 (von Maria Plain): Erkennbar die Froschheimer Häuser an der unregulierten Salzach

Das von Giovanni Gaspare Zuccalli (dem Erbauer der Erhardkirche und der Kajetanerkirche) für die freieigenen Herren von Caspis im Jahr 1685 errichtete Caspisschlössl lag vor der Salzachregulierung näher am Ufer der Salzach und hatte eine eigene Schiffsanlegestelle. Nach dem kleinen, aber gediegen ausgestatteten und gut erhaltenen Schlösschen waren lange die umgebenden Felder Caspisfelder und die dortige Au Caspisau benannt.
Hier wohnte und arbeitete unter anderem der Orgel- und Klavierbauer Ludwig Mooser (1807–1881), der 1842–45 die Salzburger Domorgel saniert hatte. Im August 1858 legte Mooser von der Anlegestelle der Villa Haimerle mit einem selbstgebauten Schiff ab, an Bord hatte er acht von ihm geschaffene neue Orgeln, die für Ungarn bestimmt waren.
Das Haus beherbergt heute den Pfarrhof der Pfarre Salzburg-St. Elisabeth der Erzdiözese Salzburg und den Pfarrkindergarten.

## Baubeschreibung
Es ist ein ortstypischer quadratischer, zweigeschoßiger Bau mit gestuftem Pyramidendach, das eine Oberetage besitzt, auf dem sich ein rundgehelmtes Turmzimmer befand. Das Turmzimmer wurde in den 1950er Jahren zu einem Glockentürmchen umgestaltet. Das Haus war ein – in Salzburg sogenanntes – Durchhaus; das Parterre konnte von Kutschen durchfahren werden, um bei Regen dieselben trockenen Fußes zu besteigen oder zu verlassen.